# Kaplica św. Rozalii w Koszycach
Kaplica św. Rozalii (słow. Kaplnka svätej Rozálie) – rzymskokatolicka kaplica cmentarna znajdująca się w Koszycach, w dzielnicy Košice-Sever.

## Historia
Świątynię wzniesiono za sprawą jezuitów na cześć ofiar epidemii dżumy z lat 1709-1710, podczas której życie straciła połowa mieszkańców miasta. Na patronkę wybrano św. Rozalię z Palermo, orędowniczkę chroniącą od zarazy. Budowę rozpoczęto 18 czerwca 1714, pracami kierował Tamás Tornyossy, dekoracje wnętrza wykonali Ján Ernest Widman i Hans Gönnerth. 30 maja 1715 świątynię konsekrował wikariusz koszycki, ks. István Kohány. W 1730 wzniesiono pustelnię pw. św. Władysława dla zakonników opiekujących się kaplicą i okolicznymi terenami. W 1762 papież Klemens XIII ustanowił ją miejscem udzielania odpustów, a bp Károly I Esterházy ustanowił dniem odpustu uroczystość św. Rozalii lub następującą po niej niedzielę. Z dnia 6 października 1764 pochodzi najstarsza wzmianka o pochówkach wokół świątyni. W 1765 odrestaurowano dach i odmalowano ściany, a bp Esterházy poświęcił dwa dzwony. W 1807 wojsko urządziło z budynku magazyn prochu, a następnie szpital polowy i spichlerz. W 1819 świątynia wróciła w ręce miasta i została ponownie konsekrowana, rok później została ona wyremontowana. W 1898 obiekt przebudowano na podstawie projektu Jána Balogha, m.in. odbudowano wieżę, wzniesiono nową klatkę schodową i utworzono kaplicę Grobu Pańskiego (obecnie pw. Matki Bożej z Lourdes). W następnych latach świątynia była wielokrotnie remontowana.

## Architektura
Jest to kościół kościół na planie centralnym, o rzucie ośmiokąta, z dwukondygnacyjną wieżą z dwoma dzwonami, krytą hełmem cebulastym z ośmioboczną latarnią. Ściany zdobią pilastry zwieńczone gzymsem. Nad kruchtą znajduje się empora. Kopuła od wewnątrz pokryta jest freskiem przedstawiającym Boga Ojca zasiadającego na globie. Nad ołtarzem widnieje wizerunek króla Dawida. Wnętrze doświetlają dwa okna. Ołtarz główny zdobi obraz Madonny z Dzieciątkiem, po jego bokach stoją rzeźby św. Rocha i św. Sebastiana, a pod nimi znajdują się niewielkie wizerunki św. Katarzyny i św. Barbary. W niszy pod obrazem leży posąg św. Rozalii, a całość wieńczą rzeźby św. Jana Nepomucena i św. Bonawentury. Świątynię otacza 3-hektarowy cmentarz z około dwoma tysiącami nagrobków, z czego wiele z nich jest zabytkowych.